# 川崎市立柿生中学校
川崎市立柿生中学校（かわさきしりつ かきおちゅうがっこう）は、神奈川県川崎市麻生区上麻生にある公立中学校。

## 概要
1947年5月開校。当初は校舎建設が間に合わず、近隣川崎市立柿生小学校に間借りしていた。

学校内には柿生郷土史料館がある。OBが主体となって運営をしているほか、校長が館長を兼任している。

2010年に新校舎が完成、これまでなかったプールが屋上に設置された。

## 沿革
- 1947年 開校、校章制定[5]
- 1957年 校歌制定
- 1967年 創立20周年記念式典挙行、鉄筋校舎完成
- 1997年 創立50周年記念式典挙行
- 2010年 武道場、プールを含む全館冷暖房完備の新校舎完成、柿生郷土史料館設立

## 教育目標
1. 思考力を養う
2. 美しさを感じ，思いやりのある心を養う
3. 自主・協力の態度を養う
4. 健康の保持と体力の増進を図る[5]

## 校歌
- 作詞、作曲ともに玉川大学の教員による。混声二部の無伴奏による合唱曲[6][5][7]。
- 作詞：田中末広
- 作曲：西崎嘉太郎

## 進学前小学校
- 川崎市立柿生小学校[8]
- 川崎市立東柿生小学校[8]
- 川崎市立岡上小学校[8]
- 川崎市立真福寺小学校[8]